# いのち輝け地球
『いのち輝け地球』（いのちかがやけちきゅう）は、1992年4月6日から1996年3月11日までNHK教育テレビジョンで放送されていた小学校5年生・6年生向けの学校放送（環境教育番組）である。

## 概要
毎回5年生または6年生の児童をゲストリポーターに招き、同行する専門家と身近な環境問題についてリポートしてもらっていた番組。『みんな地球人』までの前身番組群はNHK名古屋放送局が制作を担当していたが、本番組は東京での制作となった。
一年に1回、ハイビジョン制作でされた（『川は生きている』・『土とともに自然とともに』など）。

## 放送時間
| 期間                         | 放送時間             |
| ---------------------------- | -------------------- |
| 1992年4月6日 - 1996年3月11日 | 月曜日 11:40 - 11:59 |

別の時間帯での再放送あり。

## 出演者
| 年度 | 専門家 | 専門家   | リポーター | リポーター | リポーター |
| ---- | ------ | -------- | ---------- | ---------- | ---------- |
| 1992 | 大島清 | 今泉忠明 | 山中ひとみ | 杉山英里奈 | 杉山英里奈 |
| 1993 | 大島清 | 安達修子 | 佐藤克     | 杉山英里奈 | 杉山英里奈 |
| 1994 | 大島清 | 安達修子 | 矢野淳子   | 中川真梨子 | 中川真梨子 |
| 1995 | 大島清 | 安達修子 | 黒澤舞子   | 碓氷和憲   | 佐藤巴哉   |